# Бережниця (Самбірський район)
Бережни́ця — село в Україні, у Самбірському районі Львівської області. Розташоване на відстані 8 км від Старого Самбора і близько 7 км від Самбора. Населення становить 355 осіб (2021). Орган місцевого самоврядування — Ралівська сільська рада. Через горішню частину села Бережниця протікала досить велика, глибока, з дуже холодною і чистою водою річка Крем'янка, що витікає з села Воля Блажівська і впадає в Дністер. Поруч протікає потічок, що називається Святий. Вода в ньому дуже холодна навіть влітку
За переказами назва села походить від берега, на якому розмістилось село над Дністром — Бережем, а потім Бережниця. А згідно іншого переказу-назва села пішла від прізвища першого поселенця Бережняка, який поселився тут з родиною. Село володіло землями, пасовиськами і лісом.
Село Бережниця було захищене природно від нападів великих хижих звірів та ворогів болотистими заплавами Дністра, густими заростями та непрохідними лісами-борами. Але незважаючи на те, Бережниця була багато разів знищена, грабована, палена турками й татарами у 1498, 1499, 1500, 1506, 1624, 1672 рр. Однак село продовжували жити і розвиватись. При тих нападах людей гинуло небагато тому, що сторожа своєчасно повідомляла жителів села про можливий напад ворога, і люди разом з худобою ховалися в непрохідних лісах.
Великого лиха Бережниці завдала епідемія холери, внаслідок чого вимерло майже  півсела. Ця епідемія  тривала 1701—1702 роки, а також повторилася у 1775 і 1848 роках, внаслідок чого виникли два холерні цвинтарі, які збереглися до наших днів поруч з селом в урочищі Солониця. У 1520 році по всій Польщі запроваджено панщину, у Бережниці теж. Бережницькі угіддя межували із землями селян Чукви (по багатоводному потоці Солониця), Блажева, Кобла, Страшевич, Ваньович. У 1753 році було підписано акт розмежування володінь між бережницькими землями сіл Чукви, Кобла, Блажева, Страшевич.
Село Бережниця невелике. Згідно  перепису 1848 року там було 56 будинків, у яких проживали понад 300 мешканців, а на 1939 рік уже було 126 родин та 700-800 мешканців.
У 2002 році в селі відкрили початкову школу, обладнали клуб.  

## Відомі мешканці

### Народились
- Кочерган Михайло Петрович — український мовознавець.